# Rojasianthe superba
Rojasianthe superba Standl. & Steyerm., 1940 è un arbusto o piccolo albero appartenente alla famiglia delle Asteraceae. È l'unica specie sia del genere Rojasianthe che della sottotribù Rojasianthinae.

## Etimologia
Il binomio scientifico di questa pianta, insieme al suo genere, è stato proposto dai botanici americani Paul Carpenter Standley (1884-1963) e Julian Alfred Steyermark (1909-1988) nella pubblicazione "Publications of the Field Museum of Natural History. Botanical series. Chicago, IL." nel 1940. Il nome della sottotribù è stato proposto dal botanico José L. Panero (1959-) nella pubblicazione "Proceedings of the Biological Society of Washington - 115(4): 920" del 2002.

## Descrizione
Il portamento di questa pianta è arbustivo (o quello di un piccolo albero).

### Foglie
Le foglie lungo il caule sono disposte in modo opposto. La lamina ha una forma di tipo palmato con contorno suborbicolare.

### Infiorescenza
I capolini sono terminali in infiorescenze apertamente panicolate e con ramificazioni di tipo dicasio. I capolini sono formati da un involucro composto da squame (o brattee) nel cui interno un ricettacolo fa da base ai fiori (sia del raggio che più interni del disco). La forma dell'involucro è emisferica. Le squame sono disposte su 2 - 3 serie, sono subuguali e la consistenza è erbacea. Il ricettacolo è debolmente convesso con pagliette aghiformi in continuo accrescimento che dopo l'antesi avvolgono gli acheni.

### Fiore
I fiori sono tetra-ciclici (con quattro verticilli: calice – corolla – androceo – gineceo) e pentameri (ogni verticillo è composto da cinque elementi). I fiori del raggio sono sterili; quelli del disco sono ermafroditi.
- Formula fiorale: per questa pianta viene indicata la seguente formula fiorale:

* K 0/5, C (5), A (5), G (2), infero, achenio.
- Calice: il calice è ridotto ad una coroncina di squame.[2]
- Corolla: la corolla dei fiori del raggio è bianca; qualche volta sono presenti delle sfumature rosa sulla parte abassiale dei petali. La corolla dei fiori del disco è pentamera; è bianca, mentre nella parte distale è nera ed è priva di fibre vascolari.
- Androceo: l'androceo è formato da 5 stami sorretti da filamenti generalmente liberi e densamente papillosi (le papille sono nere); gli stami sono connati e formano un manicotto circondante lo stilo[2]; le antere sono nere con appendici provviste di tricomi ghiandolari.
- Gineceo: il gineceo è composto da due carpelli formanti un ovario infero uniloculare[2]; lo stilo (con due linee vascolari) è bifido con due stigmi dalle superfici stigmatiche divise e marginali.[4] Gli apici degli stigmi sono da acuti a acuminati.

### Frutti
I frutti sono degli acheni con pappo. Gli acheni hanno una forma obovata e sono compressi; la superficie è striata, da glabra a sparsamente pubescente. Fintanto sono immaturi hanno colore lampone, altrimenti sono marrone. Il pappo è composto da alcune reste dorate, barbate e caduche.

## Biologia
- Impollinazione: l'impollinazione avviene tramite insetti (impollinazione entomogama).
- Riproduzione: la fecondazione avviene fondamentalmente tramite l'impollinazione dei fiori (vedi sopra).
- Dispersione: i semi cadendo a terra (dopo essere stati trasportati per alcuni metri dal vento per merito del pappo – disseminazione anemocora) sono successivamente dispersi soprattutto da insetti tipo formiche (disseminazione mirmecoria).

## Distribuzione e habitat
L'areale di questa specie è ristretto al Messico e al Guatemala.

## Tassonomia
La famiglia di appartenenza della Rojasianthe superba (Asteraceae o Compositae, nomen conservandum) è la più numerosa del mondo vegetale, comprende oltre 23000 specie distribuite su 1535 generi(22750 specie e 1530 generi secondo altre fonti). 

Il numero cromosomico di questa specie è: 2n = 19.